# Antimima hantamensis
Antimima hantamensis är en isörtsväxtart som först beskrevs av Adolf Engler, och fick sitt nu gällande namn av H.E.K. Hartmann, D. Stüber. Antimima hantamensis ingår i släktet Antimima och familjen isörtsväxter. Inga underarter finns listade i Catalogue of Life.